# SER deportivos
SER deportivos es un informativo deportivo de la Cadena SER que se emite de lunes a viernes de 15:05 a 16:00 horas, dirigido y presentado en su versión estatal por Pacojó Delgado.

## Antecedentes
SER deportivos inicialmente fue un programa deportivo de la Cadena SER, dirigido y presentado por Manolo Lama hasta la temporada 2006/2007, y desde la temporada 2007/2008 por Jesús Gallego y Manolo Lama. Se emitía de lunes a viernes entre las 20:30 y 21:00 horas. En media hora, comentaba las noticias más destacadas del día en el mundo deportivo, con entrevistas y declaraciones de los protagonistas, y una música fabulosa.
Con la llegada de Àngels Barceló a Hora 25 en enero de 2008, SER deportivos se suprimió como programa independiente. Sin embargo, en el mismo horario de 20:30 a 21 horas, se emite la sección de información deportiva de Hora 25. El presentador y director era Manolo Lama y Francisco José Pacojó Delgado se encargaba de presentarlo esporádicamente  pero con la marcha del primero de la cadena a principios de 2011 este último pasó a de dirigir y presentar el programa. En ocasiones, su presentador es Aitor Gómez y Óscar Egido.

## Programación local y autonómica
SER deportivos también cuenta con diversas versiones en desconexión local o autonómica que emiten la red de emisoras de la Cadena SER de lunes a viernes (15:20 a 16 horas, 14:20 a 15 horas en Canarias):
- Radio Bilbao: SER deportivos Bilbao, dirigido y presentado por Íñigo Markínez e Iván Martín.
- Radio Albacete: SER deportivos Albacete, dirigido y presentado por Luis Castelo de lunes a miércoles (también se encarga de narrar los partidos del Albacete Balompié) y Juanma Sevilla los jueves y viernes.
- Radio Valladolid-SER Duero: Ser deportivos Valladolid, dirigido y presentado por José Ignacio Tornadijo y conducido en ocasiones por José Luis Roji o Carlos Raúl Martínez.
- Radio Valencia: SER deportivos Valencia, dirigido y presentado por Fran Guaita.
- SER Málaga: SER deportivos Málaga, dirigido y presentado por Justo Rodríguez.
- Ràdio Barcelona: SER esports, dirigido y presentado por Marta Ramón.
- Radio Castilla: SER deportivos Burgos, dirigido y presentado por Jorge Monje, y se emite de lunes a jueves. Los viernes reemite Redacción deportiva desde Radio Valladolid-SER Duero con información autonómica.
- Radio Coruña: Coruña deportiva, presentado por Fran Hermida y Adrián Candal.
- Radio Santander: SER deportivos Cantabria, dirigido y presentado por Óscar García Mayo y Alfonso Pérez.
- Radio Granada: SER deportivos Granada, presentado por Luis Mora, Juan Prieto y Alberto Flores.
- Radio Jerez: SER deportivos Jerez, dirigido y presentado por Pedro Alemán.
- Radio Huelva: SER deportivos Huelva, dirigido y presentado por Raúl Villalba.
- Radio Madrid: SER deportivos, dirigido y presentado por Pacojó Delgado. Desde enero de 2008 es el programa de ámbito autonómico que emiten todas las emisoras de la red madrileña.
- Radio Madrid Onda Media: SER deportivos Madrid, dirigido y presentado por Aitor Gómez. Se emite en el circuito autonómico de la Onda Media desde las 15:30. horas de lunes a viernes.
- SER Madrid Norte: desde agosto de 2014 emite SER deportivos en el mismo horario, tras eliminarse el informativo deportivo local SER deportivos Madrid Norte, que estaba dirigido y presentado por Cristian Vázquez y José Ramón Vaquero.
- SER Suroeste: desde enero de 2008 emite SER deportivos en el mismo horario, tras eliminarse el informativo deportivo local El palco.
- Radio Zaragoza: SER deportivos Zaragoza, dirigido y presentado por Juan Carlos Yubero.
- SER Gijón, SER Avilés y SER Oriente: Gijón SER deportivos, dirigido y presentado por David González.
- Radio Asturias: Asturias SER deportivos, dirigido y presentado por Cali González.
- Radio Sevilla: Libre y directo, dirigido y presentado por Santi Ortega.
- SER Ciudad Real: La hora del deporte, dirigido y presentado por Rubén Delgado.
- SER Las Palmas: dirigido por Nicolás López.
- Radio Vigo Cadena SER: presentado por Paula Montes.
- SER Castro-Urdiales: SER deportivos Castro-Urdiales/El regateo, dirigido y presentado por Chus González.
- Radio Palencia: presentado por Alberto Calleja.
- Radio Salamanca: presentado por Ricardo Montilla.
- Radio Azul Cadena SER: presentado por Javier Pintado y con la colaboración de Emilio Romero, Víctor Fresneda y David Martínez.

Ser deportivos se emite para toda España a través de la red de radio estatal DAB y para todo el mundo a través de la radio en línea de cadenaser.com.